# Lodewijk Paul Hubertus Schepers
Lodewijk Paul Hubertus Schepers (Apeldoorn, 28 september 1920 – Maastricht, 31 december 1976) was een Nederlands politicus van de KVP.
Hij is afgestudeerd in de rechten en was adjunct-directeur van de dienst lichamelijke opvoeding in Utrecht voor hij in september 1958 benoemd werd tot burgemeester van Grootebroek.

## Burgemeester van Tubbergen en boerenopstand
In augustus 1967 volgde zijn benoeming tot burgemeester van Tubbergen. In 1971 kreeg Schepers te maken met een boerenopstand als gevolg van de stemming over een ruilverkaveling. Hij en zijn gezin werden geïntimideerd en bedreigd; zijn huis werd vernield. Vanwege een langdurige ziekte van Schepers was Henk Schaminée vanaf juli 1972 enige tijd waarnemend burgemeester van Tubbergen.

In maart 1973 werd Schepers de burgemeester van de gemeenten Bunde en Geulle. In verband met zijn gezondheidsproblemen werd hem in september 1974 op eigen verzoek ontslag verleend als burgemeester van Bunde. Zes maanden later gebeurde hetzelfde voor Geulle waarna hij vervroegd met pensioen ging. Tijdens een wandeling op oudjaarsdag 1976 viel hij in het Julianakanaal waarop hij gered werd en een uur na aankomst in het Maastrichtse ziekenhuis op 56-jarige leeftijd overleed.